# HNK Šibenik
Hrvatski Nogometni Klub Šibenik – chorwacki klub piłkarski z siedzibą w Szybeniku. Został założony w 1932 roku.
W 2006 roku ukończył rozgrywki chorwackiej drugiej ligi na 1. miejscu i awansował do pierwszej ligi.
HNK Šibenik gra na stadionie o nazwie Stadion Šubićevac, który może pomieścić 12.000 widzów.

## Europejskie puchary
Legenda do wszystkich tabel:
- Q – runda eliminacyjna, 1/16, 1/8, 1/4, 1/2 – odpowiednia faza rozgrywek, Grupa – runda grupowa, 1r gr – pierwsza runda grupowa, 2r gr – druga runda grupowa, F – finał, R – runda, PO – play-off
- k. – rzuty karne, los. – losowanie, Dogr. – dogrywka, w. – zasada bramek strzelonych na wyjeździe

| Sezon   | Rozgrywki   | Runda | Przeciwnik           | Dom | Wyjazd | Ogólnie    |
| ------- | ----------- | ----- | -------------------- | --- | ------ | ---------- |
| 2010/11 | Liga Europy | 1Q    | Sliema Wanderers     | 0–0 | 3–0    | 3–0        |
| 2010/11 | Liga Europy | 2Q    | Anorthosis Famagusta | 0–3 | 2–0    | 2–3, Dogr. |